# Tomáš Ruller

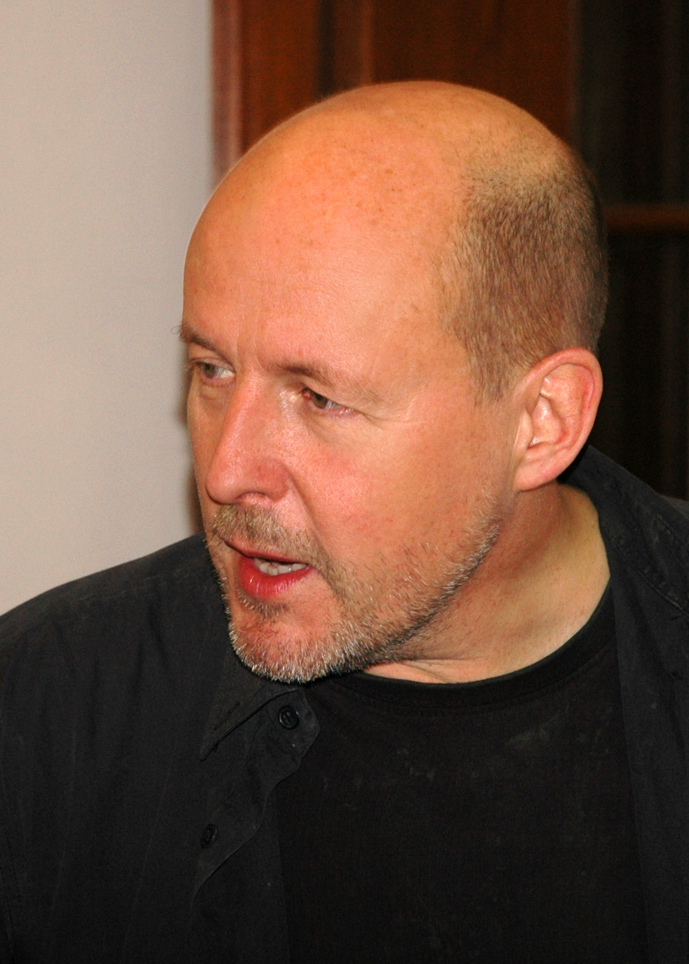
Tomáš Ruller (2012)

Tomáš Ruller (* 15. März 1957 in Brünn) ist ein tschechischer Performance- und Multimediakünstler.

## Leben und Werk
Tomáš Ruller studierte von 1976 bis 1982 Bildhauerei an der Akademie der Bildenden Künste Prag und erlangte 1982 den Master mit dem Werkstück „Neither Weapons, Nor Power, Only Art Outlasts Time“, inspiriert durch den Astronomen Tycho Brahe. 1983 bis 1986 war er Mitbegründer der „School of Attention / East - West Study Project“ und von 1986 bis 1990 des „Black Market International“, einer Gruppe aus Performancekünstlern. Seit 1992 ist Tomáš Ruller Professor für Performance, Video und Multimedia an der Technischen Universität Brünn.
Ruller zeigte seit 1989 seine Performances in Israel, Kanada, Japan, den USA (auch in New York, Los Angeles und San Francisco) und auf der documenta 8 in Kassel.

## Auszeichnungen
- 1990 Pollock-Krasner Foundation, New York
- 1995 Artist in Residence, Atlanta, Georgia
- 1996 Visual Arts Competition, Arts America, Washington
- 1997 ArtsLink Grant, New York